# Baldwin II Łysy
Baldwin II (ur. ok. 863, zm. 10 września 918), zwany Calvus (Łysy) – drugi hrabia Flandrii od 879 i dziedziczny opat St. Bertin od 892, najstarszy syn Baldwina I Flandryjskiego i Judyty Martel, córki Karola II Łysego, króla Franków Zachodnich.
Początek rządów Baldwina to czas niszczycielskich najazdów wikingów. Nietknięte pozostały tylko niewielkie terytoria na północ od rzeki Sommy. Baldwin poświęcił wiele lat na odbudowę swojego władztwa. Wznosił nowe fortece i naprawiał mury miejskie. Przejmował również opuszczone posiadłości, dzięki czemu obszar podległy jego władzy znacznie się powiększył. W latach 90. IX w. wykorzystał konflikt między królem Karolem Prostakiem a Odonem, hrabią Paryża, aby uzyskać ziemie Ternois i Boulonnias.
W 883 lub 884 poślubił Aelfthryth (zm. 929), córkę króla Anglii Alfreda Wielkiego i Ealhswith, córki Ethelreda Mucila, earla Gaini. Małżeństwo to miało służyć zacieśnieniu wymierzonego w wikingów sojuszu anglo-flamandzkiego. Przyczyniło się także do nawiązania ścisłych więzów Flandrii i Anglii, które przetrwają przez wiele stuleci.
W 900 Baldwin znalazł się w konflikcie z arcybiskupem Reims, Fulkiem. Konflikt ten hrabia rozwiązał zabijając arcybiskupa, w efekcie czego został ekskomunikowany przez papieża Benedykta IV.
Baldwin zmarł prawdopodobnie 10 września 918 (choć różne źródła podają różne daty, w tym w roku 919). Jako hrabia Flandrii został zastąpiony przez swojego najstarszego syna, natomiast jako hrabia Boulogne i Ternois oraz opat St. Bertin przez swojego drugiego syna.

## Dzieci
Anglosaski kronikarz Æthelweard podaje czwórkę dzieci Baldwina: dwóch synów oraz dwie córki. Imiona synów potwierdzają również inne źródła:
- Arnulf I Wielki (zm. 28 marca 964), hrabia Flandrii
- Adolf (zm. 3 listopada 933), hrabia Boulogne i Ternois, opat St. Bertin
- Ealhswid
- Ermentruda

Niektóre źródła podają również nieślubnego syna Alberta zwanego Ascelinem, zmarłego w 977 roku. Jego istnienie jest niepotwierdzone.
Père Anselme w Histoire généalogique et chronologique de la maison royale de France (wyd. 1726-33) błędnie przypisuje Baldwinowi również córki:
- Guinichilde – żona Wifreda, hrabiego Barcelony
- Egilfred
- Elstrude